# Chiquito la muerte
Chiquito la muerte est une série de bande dessinée mêlant western et humour écrite par Jean-Louis Capron, dessinée par Hugues Micol et mise en couleur par Capron et Audré Jardel (tome 1) puis Ruby (tome 2).
Ses deux volumes ont été publiés en 2000 et 2001 dans la collection « Humour de rire » des éditions Delcourt.

## Albums
- Chiquito la muerte, Delcourt, coll. « Humour de rire » :

1. Le Retour de Mananifek, 2000  (ISBN 2-84055-520-4)[1]. Nommé à l'Alph-Art coup de cœur du festival d'Angoulême 2001.
2. Plus fort que le petit Jésus 2001  (ISBN 2-84055-674-X)[2].